# Grit Breuer
Grit Breuer (Röbel/Müritz, 16 februari 1972) is een voormalige atlete uit Duitsland, die zich had toegelegd op de sprint. Ze was vooral succesvol op de 400 m, zowel individueel als in estafetteverband. Aanvankelijk kwam zij uit voor Oost-Duitsland, totdat in 1990 Oost- en West-Duitsland werden herenigd. Zij nam deel aan drie Olympische Spelen en daar hield zij twee bronzen medailles aan over.

## Loopbaan

### Eerste successen als DDR-atlete
De atletiekloopbaan van Breuer kende een opvallend begin. Want bij haar internationale debuut op de wereldkampioenschappen voor atleten onder 20 jaar in het Canadese Sudbury veroverde zij direct drie gouden medailles: op de 400 m, de 4 × 100 m estafette en de 4 × 400 m estafette. Ze was toen pas zestien jaar. Begrijpelijk dus dat ze enkele maanden later, ondanks haar jeugdige leeftijd, op de Olympische Spelen van Seoel voor Oost-Duitsland haar debuut mocht maken. Zij werd ingezet in de serie van de 4 × 400 m estafette en aangezien het Oost-Duitse team in de finale de derde plaats behaalde, leverde dat Breuer gelijk haar eerste olympische bronzen medaille op.
Haar laatste medailles voor de DDR veroverde Breuer in 1990 op de Europese kampioenschappen in het Joegoslavische Split, waar zij zowel de 400 m won als deel uitmaakte van het winnende Oost-Duitse team op de 4 × 400 m estafette, dat verder bestond uit Manuela Derr, Annett Hesselbarth en Petra Schersing.
Tijdens het DDR-tijdperk kwam Breuer uit voor SC Neubrandenburg, vervolgens LT 85 Hannover, OSC Berlin en ten slotte SC Magdeburg, waar Thomas Springstein haar trainer werd, met wie zij later in het huwelijk zou treden.

### Tweede bronzen OS-medaille
Op de Olympische Spelen van Atlanta in 1996 liep Breuer als lid van het herenigde Duitse estafette-team wederom naar een bronzen medaille. Het team bestond verder uit Uta Rohländer, Linda Kisabaka en Anja Rücker. Ook bereikte zij de finale van de 400 m, waarin ze als achtste eindigde.
Op de Olympische Spelen van Athene in 2004 maakte ze opnieuw deel uit van de Duitse 4 × 400 meterploeg.

### Schorsing
In 1992 werd bij Breuer een grote dosis clenbuterol in een urinestaal gevonden, waardoor ze voor twee jaar werd geschorst.

### Einde atletiekloopbaan
Op 28 december 2005 kondigde Breuer het einde van haar carrière als wedstrijdatleet aan. Als oorzaak voor deze beslissing gaf zij aan, dat ze de laatste tijd in toenemende mate worstelde met haar gezondheid.

## Titels
- Wereldkampioene 4 x 400 m - 1997
- Wereldindoorkampioene 400 m - 1999
- Wereldindoorkampioene 4 x 400 m - 1991
- Europees kampioene 400 m - 1990, 1998
- Europees kampioene 4 x 400 m - 1990, 1998, 2002
- Europees indoorkampioene 400 m - 1996, 1998
- Oost-Duits kampioene 400 m - 1989, 1990
- Duits kampioene 200 m - 1997
- Duits kampioene 400 m - 1996, 1997, 1999, 2000, 2001
- Oost-Duits indoorkampioene 200 m - 1989
- Duits indoorkampioene 200 m - 1997
- Duits indoorkampioene 400 m - 1996, 1997, 1998, 1999, 2002, 2003
- Wereldkampioene U20 400 m - 1988
- Wereldkampioene U20 4 x 100 m - 1988
- Wereldkampioene U20 4 x 400 m - 1988

## Persoonlijke records
Outdoor
| Onderdeel | Prestatie           | Datum            | Plaats       |
| --------- | ------------------- | ---------------- | ------------ |
| 100 m     | 11,13 s ((-1,0 m/s) | 6 juni 1990      | Jena         |
| 200 m     | 22,45 s (+0,5 m/s)  | 8 september 1991 | Keulen       |
| 300 m     | 36,77 s             | 22 mei 1996      | Peine-Vöhrum |
| 400 m     | 49,42 s             | 27 augustus 1991 | Tokio        |

Indoor
| Onderdeel | Prestatie | Datum         | Plaats   |
| --------- | --------- | ------------- | -------- |
| 200 m     | 22,58 s   | 10 maart 1991 | Sevilla  |
| 400 m     | 50,45 s   | 1 maart 1998  | Valencia |

## Palmares

### 200 m
- 1989:  Oost-Duitse kamp. - 23,26 s
- 1991:  WK indoor - 22,58 s
- 1997:  Duitse indoorkamp. - 23,32 s
- 1997:  Duitse kamp. - 22,73 s

### 400 m
- 1988:  WK U20 in Sudbury - 51,24 s
- 1989:  Oost-Duitse kamp. - 50,48 s
- 1989:  Wereldbeker te Barcelona - 50,67 s
- 1990:  Oost-Duitse kamp. - 50,68 s
- 1990:  EK in Split - 49,50 s
- 1991:  WK - 49,42 s
- 1996:  Duitse indoorkamp. - 51,52 s
- 1996:  EK indoor te Stockholm - 50,81 s
- 1996:  Duitse kamp. - 51,18 s
- 1996: 8e OS - 50,71 s
- 1997:  Duitse indoorkamp. - 52,04 s
- 1997: 6e WK indoor - 52,22 s
- 1997:  Duitse kamp. - 51,07 s
- 1997: 4e WK - 50,49 s
- 1998:  Duitse indoorkamp. - 51,59 s
- 1998:  EK indoor te Valencia - 50,45 s
- 1998:  EK - 49,93 s
- 1998:  Wereldbeker te Johannesburg - 49,86 s
- 1999:  Duitse indoorkamp. - 51,77 s
- 1999:  WK indoor - 50,80 s
- 1999:  Duitse kamp. - 50,17 s
- 1999: 7e WK - 50,67 s
- 2000:  Duitse kamp. - 51,22 s
- 2001:  Duitse kamp. - 49,78 s
- 2001: 4e WK - 50,06 s
- 2002:  Duitse indoorkamp. - 51,49 s
- 2002:  EK - 50,70 s
- 2003:  Duitse indoorkamp. - 52,95 s
- 2003:  WK indoor - 51,13 s

Golden League-overwinningen
- 1998: Weltklasse Zürich - 49,51 s
- 2001: ISTAF – 50,78 s

### 4 x 100 m
- 1988:  WK U20 - 43,48 s
- 1991:  WK - 42,33 s

### 4 x 400 m
- 1988:  WK U20 - 3.28,39
- 1988:  OS - 3.18,29[5]
- 1989:  Wereldbeker - 3.23,97
- 1990:  EK - 3.21,02
- 1991:  WK indoor - 3.27,22
- 1991:  WK - 3.21,25
- 1996:  OS - 3.21,14
- 1997:  WK indoor - 3.28,39
- 1997:  WK - 3.20,92
- 1998:  EK - 3.23,03
- 1998:  Wereldbeker - 3.24,26
- 1999: 4e WK indoor - 3.29,06
- 1999:  WK - 3.22,43
- 2001:  WK - 3.21,97
- 2002:  EK - 3.25,10
- 2003: 4e WK - 3.26,25
- 2004: 4e in serie OS - 3.27,75

- Gemeinsame Normdatei: 1319311725
- World Athletics: 14277198
- Virtual International Authority File: 25170858459807682021

1983: Walther, Busch, Koch, Rübsam ·
1987: Neubauer, Emmelmann, Schersing, Busch ·
1991: Ledovskaja, Dzjigalova, Nazarova, Bryzgina ·
1993: Torrence, Malone-Wallace, Kaiser-Brown, Miles-Clark ·
1995: Graham, Stevens, Jones, Miles-Clark ·
1997: Feller, Rohländer, Rücker, Breuer ·
1999: Tsjebykina, Gontsjarenko, Kotljarova, Nazarova ·
2001: Richards, Scott, Parris, Fenton ·
2003: Barber, Washington, Richards, Miles-Clark ·
2005: Petsjonkina, Krasnomovets, Antjoech, Pospelova ·
2007: Trotter, Felix, Wineberg, Richards ·
2009: Dunn, Felix, Demus, Richards ·
2011: Richards-Ross, Felix, Beard, McCorory ·
2013: Goesjtsjina, Firova, Ryzjova, Krivosjapka ·
2015: Day, Jackson, McPherson, Williams-Mills ·
2017: Hayes, Felix, Wimbley, Francis ·
2019: Francis, McLaughlin, Muhammad, Jonathas ·
2022: Diggs, Steiner, Wilson, McLaughlin ·
2023: Saalberg, Klaver, Peeters, Bol